# Mohamed Amine el Bakkali
Pour les articles homonymes, voir Bakkali.
Mohamed Amine El Bakkali, né le 2 janvier 1984, est un footballeur marocain, qui évolue au poste de milieu de terrain.

## Biographie
Né à Fes, il choisit tout naturellement l'école de Maghreb de Fes avec laquelle  il passe par toutes les catégories avant de signer professionnel. Il joue son premier match en pro lors de la saison 2003-2004 contre OKC khouribga.   
En 2007, il décide de quitter l'équipe dans laquelle il a grandi, en direction du désert du Royaume, au Club des Jeunes d'Al-Massira,il a signé un contrat de trois ans jusqu’à 2010. Avec le Shabab Al Massira Club, il a su s'imposer et jouer un grand nombre de matchs.  
Au cours de la saison 2009,l'habile entraîneur Abdelkader Youmir a changé son poste d'ailier gauche offensif au centre du terrain et a su s'adapter à son nouveau poste pour attirer l'attention des dirigeants d'Al-Fateh Club Rabat.                                                           
En 2010 Il a signé un contrat avec le club sportif Al-Fath de Rabat FUS à la demande de l'entraîneur Hussein Amota et de l'entraîneur Hassan Moumen pour une durée de trois ans 2010-2013 . 
Ce fut une étape importante dans sa vie de footballeur, car il a réussi lors de sa première saison à remporter le titre de la Confédération africaine C.A.F et la Coupe du Trône la même année et a gravé son nom en or dans l'histoire du club Al-Fateh de Rabat.  
Lors de sa deuxième saison 2011-2012 il a réussi à occuper la deuxième place du championnat national derrière le Maghreb Club de Tétouan À l'été 2012, il rejoint le Royal Army Club As FAR  à la demande de l'entraîneur Rachid Al-Taousi, avec un contrat de deux ans, Il faisait partie de la formation successive du Royal Army Club, le groupe qui a réussi lors de sa première saison à atteindre la finale de la Coupe du Trône contre le Raja Casablanca et à occuper la deuxième place du championnat derrière le Raja Casablanca. 

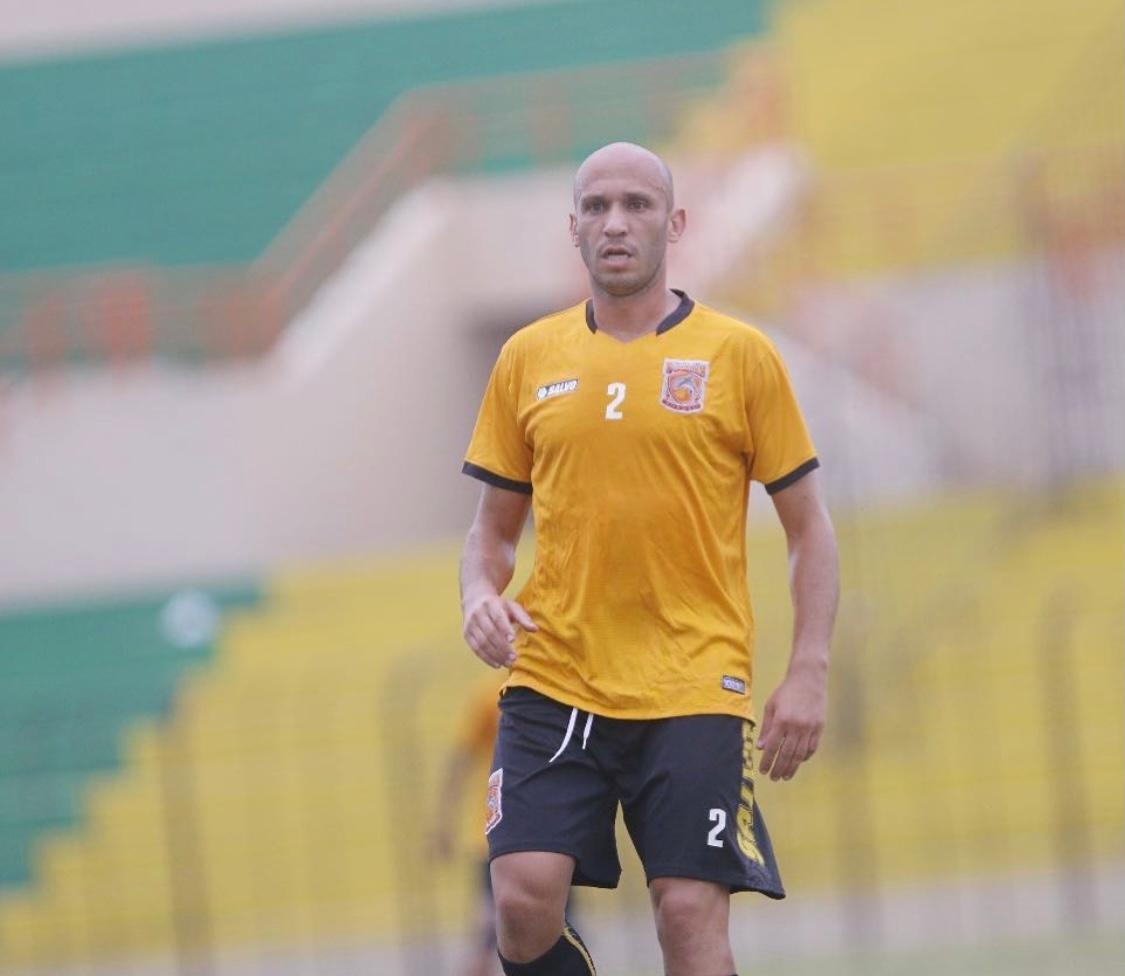

## Carrière
- 1998-2007 : Maghreb Association Sportive de Fès  Maroc
- 2007-2010 : Jeunesse Sportive El Massira  Maroc
- 2010-2012 : Fath Union Sport de Rabat  Maroc
- 2012-2014 : Association sportive des FAR  Maroc[2]
- 2014-2015 : Olympique Club de Safi  Maroc
- 2015-2016 : Mouloudia Club d'Oujda  Maroc
- 2016-2017 : Wydad Athletic de Fès  Maroc
- 2017-2018 : Stade marocain  Maroc[2]
- 2019-2020 : Customs United  Thaïlande
- 2020-2021 : Pluak Daeng United  Thaïlande

## Carrière Entraineur
- 2022-2023 : U17/Moghreb Atlético tetuouan (M.A.T)  Maroc
- 2023-2024: U19/ Union Touarga Sports (U.T.S) Maroc
- 2024-2025: U16/ Union Touarga Sports (U.T.S) Maroc

## Palmarès
- Vainqueur de la Coupe de la confédération en 2010 avec le FUS Rabat.
- Vainqueur de la Coupe du Trône en 2010 avec le FUS Rabat.
- Finaliste de la super coupe de la CAF en 2011 contre Tp Mazembe.
- Vice championnat en 2012 avec le FUS Rabat.
- Finaliste de la coupe du trone avec Les FAR en 2012.
- Vice-champion du Maroc en 2013 avec les FAR de Rabat.

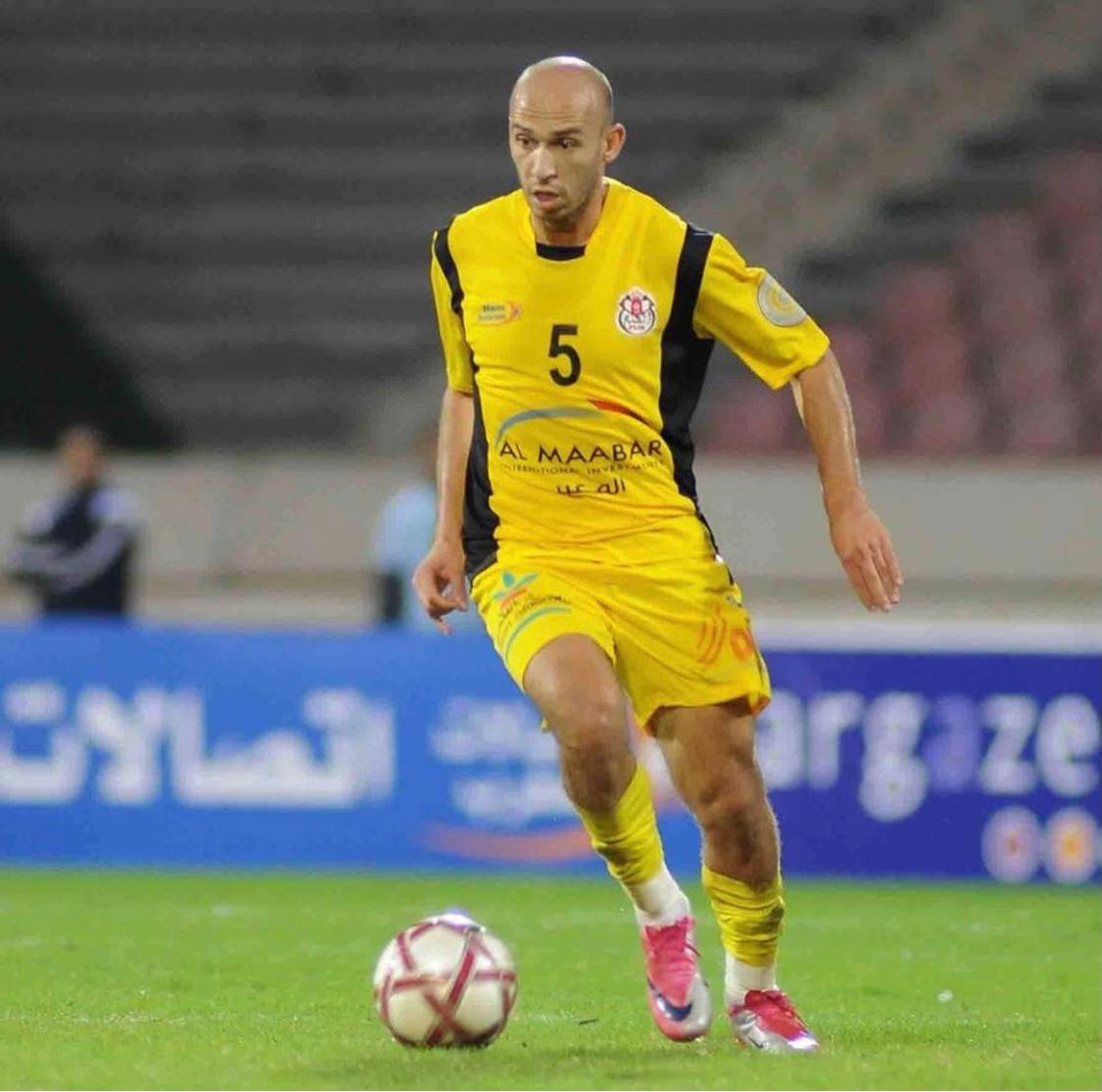